# Teledeporte
Teledeporte španjolski je športski kanal. 
Teledeporte je bio drugi športski kanal u španjolskoj nakon Eurosporta
i prije Sportmaníe ili Canala+ Deporte.
Emitira najvažnija španjolska i međunarodna športska događanja.

## Prava emitiranja 2012.

### Nacionalni turniri
- Nogomet muški: Liga Adelante
- Košarka muški: Liga ACB, Copa del Rey, Supercopa ACB, LEB oro. Žene:

Liga Femenina, Copa de la Reina, Supercopa de España, 
- Rukomet muški: Liga ASOBAL, Copa del Rey, Copa ASOBAL, Supercopa ASOBAL. Žene: Copa de la Reina.
- Odbojka muški: Copa del Rey. Žene: Copa de la Reina.
- Hokej na travi muški: OK Liga, Copa del Rey
- Vaterpolo muški: Liga Española de Waterpolo, Copa del Rey. Žene: Copa de la Reina
- Ragbi muški: División de Honor de Rugby, Copa del Rey
- Tenis ženski i muški: Master Nacional de Tenis
- Biciklizam muški: Capeonato de España de Ciclismo en Ruta

### Međunarodna događanja

#### Međunarodna klupska natjecanja
- Liga prvaka u rukometu
- Euroliga
- Heineken kup
- UEFA Liga prvaka

#### Olimpijske igre
- XXX. Olimpijske igre – London 2012.
- XXII. Zimske olimpijske igre – Soči 2014.
- XXXI. Olimpijske igre – Rio de Janeiro 2016.

#### Svjetska prvenstva i kupovi
- Svjetsko prvenstvo u košarci
- Svjetsko prvenstvo u vodenim športovima
- Svjetski kup u hokeju na travi
- Svjetski skijaški kup
- Svjetsko prvenstvo u atletici
- Svjetsko prvenstvo u rukometu
- Svjetsko prvenstvo u odbojci
- Svjetsko prvenstvo u biciklizmu
- Svjetsko prvenstvo u gimnastici

#### Europska prvenstva
- Europska prvenstva u atletici
- Europska prvenstva u plivanju
- Europska prvenstva u umjetničkoj gimnastici
- Europska prvenstva u rukometu
- Europska prvenstva u hokeju na travi
- Europska prvenstva u odbojci
- Europska vaterpolska prvenstva

#### Utrke motora
- Reli Dakar

#### Tenis
- ATP Tour
- ATP World Tour Finale
- Davisov kup
- Fed Cup

#### Biciklizam
- Tour de France
- Vuelta a España